# 兼田奈緒子
兼田 奈緒子（かねた なおこ、1986年3月31日 - ）は、日本の女性声優。三木プロダクション所属。神奈川県出身。

## 出演

### テレビアニメ
- ルパン三世 血の刻印 〜永遠のMermaid〜（2011年、館内アナウンス）
- 残響のテロル（2014年、柴崎の妻[2]）
- 神撃のバハムート VIRGIN SOUL（2017年、おばさん、女看守、酒場の女）

### 劇場アニメ
- 劇場版 TIGER & BUNNY -The Rising-（2014年、事務局員）

### ゲーム
- 大江戸BlackSmith（2014年、蘭学林仁重[3]）

### 吹き替え

#### 映画
- 映画の科学
- エレクトリシティ（レイチェル〈サフロン・クームバー〉）
- ジャックとジル
- 007 慰めの報酬（コリーヌ〈スタナ・カティック〉）※キングレコード版
- DOPE/ドープ!!（ナキア〈ゾーイ・クラヴィッツ〉）
- ドリスの恋愛妄想適齢期（シンシア〈ウェンディ・マクレンドン＝コーヴィ〉）
- ネイビーシールズ:オペレーションZ（CIAエージェント ステイシー・トーマス〈モリー・ヘイガン〉）
- パパが遺した物語（キャロライン〈ジャネット・マクティア〉）
- マネー・ショート 華麗なる大逆転（マーゴット・ロビー、セレーナ・ゴメス）
- ライジング・ドラゴン（リリー）

#### ドラマ
- ALCATRAZ/アルカトラズ（ルーシー・バナジー〈パーミンダ・ナーグラ〉）
- アメリカン・ゴッズ（オードリー〈ベティ・ギルピン〉）
- アンフォゲッタブル2 完全記憶捜査
- NCIS 〜ネイビー犯罪捜査班 シーズン5（ニッキー・ジャーディン〈スーザン・ケレチ・ワトソン〉、ジョアン・ライト）
- ギャングの妻たち
- クリミナル・マインド FBI行動分析課
- サニーwithチャンス
- CSI:科学捜査班
- ジ・アメリカンズ
- デビアスなメイドたち
- とび蹴りアチョ〜ズ（ジョーン）
- ナース・ジャッキー
- ヒューマン・ターゲット
- フィアー・ザ・ウォーキング・デッド（エクスナー）
- フラーハウス（ホステス）
- HELIX -黒い遺伝子- シーズン2（エイミー、ソーレン）
- ボードウォーク・エンパイア 欲望の街（ジャンコンダ）
- ボルジア家2 愛と欲望の教皇一族
- Major Crimes 〜重大犯罪課
- ヤング・スーパーマン
- 私はラブ・リーガル
- LOVE ラブ（スーザン・シェリル〈トレイシー・トムズ〉）
- リベンジ シーズン3、4（シモーン）
- LAW & ORDER: UK

#### アニメ
- ベイマックス（ロボット・ファイト場の女性5）